# Rani List
Rani List (Bulgaars: Рани лист) is een dorp in het zuiden van Bulgarije. Het dorp is gelegen in de gemeente Kardzjali in de oblast Kardzjali. Het dorp ligt hemelsbreed 5 km ten noorden van Kardzjali en 203 km ten zuidoosten van de hoofdstad Sofia.

## Bevolking
Het dorp Rani List had bij een schatting van 2020 een inwoneraantal van 763 personen. Dit waren 49 mensen (6,9%) meer dan 714 inwoners bij de officiële census van februari 2011. De gemiddelde jaarlijkse groei in die periode komt daarmee uit op 0,67%, hetgeen hoger is dan het landelijk jaarlijks gemiddelde over deze periode (-0,63%). In 1985 woonden er echter nog 2.018 personen in het dorp: veel etnische Turken (en andere moslims) verlieten in 1989 Bulgarije als gevolg van de assimilatiecampagnes van het communistisch regime van Todor Zjivkov, waarbij alle Turken en andere moslims in Bulgarije christelijke of Bulgaarse namen moesten aannemen en afstand moesten doen van hun islamitische gewoonten.
- 1934 965
Koninkrijk Bulgarije
- 1946 1006
Volksrepubliek Bulgarije
- 1956 1228
Volksrepubliek Bulgarije
- 1965 1540
Volksrepubliek Bulgarije
- 1975 1652
Volksrepubliek Bulgarije
- 1985 2018
Volksrepubliek Bulgarije
- 1992 1062
Republiek Bulgarije
- 2001 764
Republiek Bulgarije
- 2011 714
Republiek Bulgarije
- 2020 763
Republiek Bulgarije

- Koninkrijk Bulgarije
- Volksrepubliek Bulgarije
- Republiek Bulgarije

In het dorp wonen grotendeels etnische Turken. In de optionele volkstelling van 2011 identificeerden 703 van de 709 ondervraagden zichzelf als etnische Turken - oftewel 99,2% van alle ondervraagden. 4 ondervraagden noemden zichzelf etnische Bulgaren (0,6%).
| Etnische samenstelling van de respondenten (2011) | Etnische samenstelling van de respondenten (2011) | Etnische samenstelling van de respondenten (2011) | Etnische samenstelling van de respondenten (2011) | Etnische samenstelling van de respondenten (2011) |
| ------------------------------------------------- | ------------------------------------------------- | ------------------------------------------------- | ------------------------------------------------- | ------------------------------------------------- |
|                                                   |                                                   |                                                   |                                                   |                                                   |
| Bulgaren                                          | Bulgaren                                          |                                                   | 0,6%                                              | 0,6%                                              |
| Turken                                            | Turken                                            |                                                   | 99,2%                                             | 99,2%                                             |
| Roma                                              | Roma                                              |                                                   | 0,0%                                              | 0,0%                                              |
| Anders/Onbekend                                   | Anders/Onbekend                                   |                                                   | 0,2%                                              | 0,2%                                              |